# Ванькин Бор
Ва́нькин Бор — деревня в  Максатихинском муниципальном округе (до апреля 2022 года — в Максатихинском районе) Тверской области, входила в состав Зареченского сельского поселения.

## География
Деревня расположена на берегу реки Молога, возле устья Неглубки. 

## История
По состоянию на 1891 год жители деревни Ванькин-Бор — в Скорыневской волости Бежецкого уезда.
Религия
В начале XX века жители деревни Ванкин Бор были прихожанами Богородицерождественской церкви села Дрюцково седьмого округа Бежецкого уезда Тверской епархии.
Прежние названия
Ванькин-Бор (1891), Ванкин Бор (1901, 1914).

## Топонимика
Название деревни — составное, первая часть — производная от мужского личного крестильного имени «Иоанн» (Иоанн > Иван > Ванька), фамилии от имени Иван (Ванькин), вторая часть — от бор — «хвойный лес», «строевой сосновый или еловый лес по сухой почве, по возвышенности».

## Население
| 2008 | 2010 |
| ---- | ---- |
| 2    | ↘1   |

По состоянию на 1859 год в деревне Ванькин Бор («при реке Мологе») 2 стана Бежецкого уезда в 8 дворах проживали 60 человек (28 мужчин, 32 женщины), казённые крестьяне.

В 1901 году, по сведениям епархии, в деревне в 16 дворах проживали 115 человек (58 мужчин, 57 женщин).

По данным Всероссийской переписи населения 2002 года в деревне Ванькин Бор Ключевского сельского округа проживали 5 человек, преобладающие национальности — русские (60 %), карелы (40%).